# Condado de Bomet
El condado de Bomet es un condado de Kenia. Se sitúa en el valle del Rift, al suroeste del país. La capital y localidad más importante es Bomet. La población total del condado es de 730 129 habitantes según el censo de 2009.

## Localización
El condado tiene los siguientes límites:
| Noroeste: Condado de Kericho | Norte: Condado de Kericho | Noreste: Condado de Nakuru |
| Oeste: Condado de Nyamira    |                           | Este: Condado de Narok     |
| Suroeste: Condado de Kisii   | Sur: Condado de Narok     | Sureste: Condado de Narok  |

## Historia
Se fundó como distrito en 1992, al separarse del vecino distrito de Kericho.

## Demografía
El municipio de Bomet, capital del condado, es el único centro urbano importante, con 110 963 habitantes en el censo de 2009.

## Administración

### Autoridades locales
| Autoridad                            | Tipo      | Población* | Pob urbana* |
| ------------------------------------ | --------- | ---------- | ----------- |
| Bomet                                | Municipio | 42 024     | 4426        |
| Condado de Bomet (autoridad directa) | Condado   | 340 770    | 244         |
| Total                                | -         | 382,794    | 4,670       |
| * Fuente: censo de 1999              |           |            |             |

| Subcondado (distrito electoral) | Ward                                                           | Área En km² | Núm. de ubicaciones | Núm. de Sububicaciones |
| ------------------------------- | -------------------------------------------------------------- | ----------- | ------------------- | ---------------------- |
| Bomet Central                   | Silibwet, Singorwet, Ndarawetta, Chesoen y Mutarakwa           | 266         | 8                   | 23                     |
| Bomet Este                      | Longisa, Kembu, Chemaner, Merigi y Kipreres                    | 311.3       | 10                  | 27                     |
| Chepalungu                      | Sigor, Kongasis, Chebunyo, Nyongores y Siongiroi               | 535.8       | 15                  | 42                     |
| Sotik                           | Ndanai/Abosi, Kipsonoi, Kapletundo, Chemagel y Manaret/Rongena | 479.2       | 17                  | 36                     |
| Konoin                          | Kimulot, Mogogosiek, Boito, Embomos y Chepchabas               | 445.1       | 16                  | 37                     |
| Total                           |                                                                | 2037        | 67                  | 176                    |

### Distritos electorales
El condado tiene cinco distritos electorales: Bomet Central, Bomet Este, Chepalungu, Sotik y Konoin.

## Transportes
La principal carretera del condado es la B3, que une Limuru con Kisii pasando por la capital condal Bomet. Otras carreteras importantes son la C14 y la C24.

## Nivel de servicios públicos
- Urbanización: 13,8%
- Alfabetización: 63,8%
- Escolarización (15-18 años): 88,6%
- Pavimentación de carreteras: 5,4%
- Carreteras aceptables: 39,6%
- Electricidad accesible: 4,3%
- Ratio de pobreza: 46,5%

Fuente: USAid Kenya